# Éric Akoto
Éric Akoto (Acra, Ghana, 20 de julio de 1980) es un futbolista togolés aunque nacido en Ghana, se desempeña como defensa y actualmente se encuentra sin equipo.

## Carrera internacional
Pese a haber nacido en Ghana, Akoto decidió jugar para la selección de fútbol de Togo, siendo uno de los dos jugadores nacidos en Ghana que juegan con Togo, el otro es el futbolista Richmond Forson.
Fue convocado para el Mundial 2006 y también estuvo en el autobús de Togo que fue atacado en enero de 2010 en plena Copa de África.

## Clubes
| Club                  | País      | Años        |
| --------------------- | --------- | ----------- |
| Liberty Professionals | Ghana     | 1998        |
| Grazer AK             | Austria   | 1998 - 2002 |
| Austria Viena         | Austria   | 2002 - 2004 |
| FC Rot-Weiß Erfurt    | Alemania  | 2004 - 2005 |
| Admira Wacker         | Austria   | 2005 - 2006 |
| Grazer AK             | Austria   | 2006 - 2007 |
| Interblock Ljubljana  | Eslovenia | 2007 - 2008 |
| Kapfenberger SV       | Austria   | 2008 - 2009 |
| Maccabi Ahi Nazaret   | Israel    | 2009        |
| OFI Creta             | Grecia    | 2009 - 2010 |
| North Queensland Fury | Australia | 2010 - 2011 |

- Datos: Q287867
- Multimedia: Éric Akoto / Q287867